# 스윙스
스윙스(영어: Swings, 본명: 문지훈, 1986년 10월 14일~)는 대한민국의 래퍼이다.
과거에는 브랜뉴뮤직 소속이었다.  헬스장인 GYMTIPI와 피자집인 저스트피자를 개업하였으며, 유튜버로도 활동 중이다. 2021년 4월 29일, P NATION에 입사하였다.
2023년 2월 17일 힙합엘이 유튜브에서 지주 회사인 'AP ALCHEMY'를 설립한 것을 밝혔다.

## 학력
- 서울불광초등학교 (졸업)
- 불광중학교 (졸업)
- 국제 크리스쳔 스쿨 (졸업)
- 성균관대학교 영어영문학과 (중퇴)

## 생애
4인조 그룹인 UPT의 멤버였다. Overclass 크루의 멤버이기도 하며 86ERS라는 힙합 크루도 이끌고 있다. 86ERS에는 Luk2, Row Digga, Basick 등이 속해있다. 과거 Supreme Team의 Simon Dominic이 이끄는 크루 혼란속의 형제들에 E-Sens와 함께 속해 있었다. 7人ST-ego의 멤버로 몇 장의 앨범을 발매하며 데뷔했다. 그 이후 Swings라는 이름으로 솔로로 다섯 개의 Mixtape과 1개의 EP Upgrade을 발매했으며, 2010년 3월 11일, 정규 1집 'Growing Pains (성장통)과 2011년 7월 21일, 'Upgrade2'를 발매하였다. UPT에서 나온후 저스트뮤직이라는 레이블을 만들었다.
온라인에서 무료로 배포한 EP '감정기복, Mood Swings'도 있다. 스윙스의 EP 앨범 'Upgrade'는 대중음악상 힙합부문에 후보로 오르기도 했다. 자칭  "펀치라인 킹"이라고 주장하고 있다. 2010년에는 자신이 피쳐링한 비즈니즈의 음반 Ego의 〈불편한 진실〉이란 곡에서 최진실을 언급한 가사로 논란이 되어 사과하기도 하였다.
최근 500Bombs 라는 싱글을 발매, 500마디가 넘는 가사로 눈길을 끌었다. 2집 Upgrade II 을 뒤로 오랜시간 후 믹스테잎을 발매하였다. 외부 작업으로는 태양, 지나, 윤종신, 서인국 그리고 김예림 등을 대표로 들 수 있다.
이후 그는 쇼미더머니 2(Mnet)에 도전자로 출연하여 자신의 존재를 대중에게 알렸다. 대표적으로 '나보다 센 사람 솔직히 없지'가 명대사이다.
또한 그는 2013년 8월 21일, King Swings 라는 한국 힙합씬에 대한 디스곡을 발표하여 큰 이슈가된다.
이곡의 비트 CONTROL 은 Big Sean의 신곡 Control 에 Kendrick Lamar 가 피쳐링한 곡의 비트로서 이곡 역시 미국 힙합씬에 대한 디스곡으로 미국 힙합씬의 큰 파장을 일으킨 곡이다.
그후 이 곡에 자극을 받은 Take One, Ugly Duck 같은 래퍼들이 각각 King Swings의 대응곡을 발표 한다.
또한 2013년 12월 27일, 자신의 생각을 담은 곡 'Bulldozer'를 발매하며, 2014년 2월 26일에 감정기복2 part.1(주요 우울증)을 발매했다.
현재 쇼미더머니 3의 프로듀서로 출연해 San-E와 팀을 꾸렸지만 우승에는 실패했다. 또한 박재범(Jay Park)과의 콜라보곡인 〈Fallin'〉, 도끼, 천재노창과 함께 '역주행'을 발표했다. 2014년 7월 17일에 감정기복2 part.2(강박증)을 발매했다. 타이틀곡 '전화번호'는 국내 최대의 음원 차트 '멜론'에서 2위에 오를 정도로 크나큰 반향을 일으키고 있다. 이어 8월 4일에는 윤종신, 임슬옹 (2AM), G.NA가 피처링한 〈Pool Party, 에일리와의 콜라보곡 〈A Real Man〉 등을 발표하였다.
8월 12일에는 4가지의 시선으로 한 인물을 조명해보는 4가지쇼에 출연해 반항기 가득한 어린 시절, 디스전에 대한 생각 등 뒷담화를 털어놓는 등 솔직한 본연의 모습을 보여주었다. 인터뷰 중 눈물을 쏟아 큰 화제를 낳기도 했다.
2014년 11월 25일, 스윙스는 현역으로 육군 군악대에 입대하였다. 입대하기 전인 2014년 11월 21일, 스윙스는 곧 군대에 입대하는 자신에 대한, 자신과 타인의 인간관계적인 부문에서의 성찰, 심정 등 이러한 부분들을 지금까지의 스윙스와는 다르게 약간 긍정적으로 담담하게 풀어낸 '다녀올게'라는 곡을 발표했다. 하지만 2015년 9월 4일, 정신적 스트레스로 인해 군생활을 11개월을 남기고 의병을 전역했다.
또한 2016년 9월 8일, 감정기복 시리즈인 [감정기복 Ⅱ Part.3 : 심리치료(Psychotherapy) 앨범으로 대중들에게 다시 컴백을 알렸다.
2017년 4월, 두 번째 레이블 인디고뮤직을 설립하였다. 소속 아티스트로 양홍원, 키드밀리, 저스디스, 재키와이, 노엘을 영입하며 가장 주목받는 힙합 레이블 중 하나가 되었다.
이후 2020년 1월 26일 스윙스는 IMJMWDP의 사장직에서 사임하기로 결정했다.
2021년 4월 29일 싸이의 소속사 피네이션(P nation)에 영입됐음을 알렸다. 싸이와 피네이션은 공식 SNS계정을 통해 피네이션의 아홉 번째 영입 아티스트가 스윙스임을 발표했다.

## 논란
그의 과거 논란의 여파 때문에 결국은 2021년 1월 초 'Factpeace Forworld'라는 일반인 유튜버가 스윙스 본인을 포함한 같은 소속 레이블 래퍼 양홍원까지 모든 지상파 방송 영구 출연 금지를 요구하는 사태까지 이르렀다.

## 디스코그래피

### 정규 앨범 (LP)
| 번호 | 앨범 타이틀            | 발매일     |
| ---- | ---------------------- | ---------- |
| 1집  | Growing Pains (성장통) | 2010.03.11 |
| 2집  | Upgrade II             | 2011.07.22 |
| 3집  | Vintage Swings         | 2014.10.28 |
| 4집  | Levitate 2             | 2016.03.06 |
| 5집  | Upgrade III            | 2018.03.24 |

### 미니 앨범 (EP)
| 번호 | 앨범 타이틀                      | 발매일     |
| ---- | -------------------------------- | ---------- |
| 1    | Upgrade EP                       | 2008.05.14 |
| 2    | 감정기복 EP                      | 2008.12.26 |
| 3    | 감정기복 II Part.1 : 주요 우울증 | 2014.02.26 |
| 4    | 감정기복 II Part.2 : 강박증      | 2014.07.17 |
| 5    | 감정기복 II Part.3 : 심리치료    | 2016.09.08 |

### 믹스테잎 (Mixtape)
| 번호 | 앨범 타이틀       | 발매일     |
| ---- | ----------------- | ---------- |
| 1    | Punchline King    | 2007.10.12 |
| 2    | #1 Mixtape        | 2008.08.02 |
| 3    | Punchline King 2  | 2009.11.27 |
| 4    | Punchline King 3  | 2012.08.22 |
| 5    | #1 Mixtape Vol.II | 2013.02.27 |
| 6    | Levitate          | 2015.12.03 |
| 7    | Levitate 3        | 2016.05.02 |

## 출연작

### 방송
- 2013년 Mnet 《Show Me The Money 2》 - 참가자 (3위)
- 2014년 Mnet 《Show Me The Money 3》 - 프로듀서
- 2016년 Mnet 《언프리티 랩스타3》 - 프로듀서
- 2017년 Mnet 《고등래퍼》 - 프로듀서 (경인동부 지역 최하민 준우승)
- 2017년 Mnet 《Show Me The Money 6》 - 행주 Red Sun 피쳐링
- 2017년 채널A 《개밥 주는 남자》
- 2018년 Mnet 《Show Me The Money 777》 - 프로듀서 (나플라 우승)
- 2019년 Mnet 《Show Me The Money 8》 -  프로듀서 (40 크루)
- 2020년 Mnet 《GOOD GIRL : 누가 방송국을 털었나》- 2번째 퀘스트 대결상대
- 2020년 MBC 《복면가왕》 - 오늘 큰맘 먹고 가왕석 지름! 지름신 강림
- 2020년 Mnet 《Show Me The Money 9》 - 참가자 (4위)
- 2021년 Mnet 《고등래퍼 4》 - 특별 심사위원
- 2021년 JTBC 《아는 형님》 게스트 - 281회 (With 헤이즈, 이홍기)
- 2022년 Mnet 《Show Me The Money 11》- 노윤하 Vroom 피쳐링
- 2023년 tvN 《놀라운 토요일》 게스트 - 291회 (With 크러쉬)
- 2024년 TV CHOSUN 유튜브 《다까바》 게스트 - 7회

### 영화
| 연도 | 제목     | 역할 | 비고 |
| ---- | -------- | ---- | ---- |
| 2018 | 리스펙트 | 본인 |      |

### CF
- 스프라이트 (내레이션)
- 겔포스